# グナ
グナ（गुण, Guṇa, サンスクリット語で性質・属性の意）は、ヒンドゥー哲学における現実世界を生み出した元素であるプラクリティを構成する要素。
特にトリグナ（Tri-Guṇa, 3種のグナ、三特性）と呼ばれる場合は、サットヴァ（Sattva, 純性）、ラジャス（Rajas, 激性）、タマス（Tamas, 惰性）の三性質を持つ。創造・維持・破滅との関連についても考えると、白・赤・青黒の三色に関して、白は受胎時における精液、赤は経血、青黒は体内に取り入まれた死者の意識を象徴している。
6種のグナ(ṣāḍguṇya)と呼ばれる場合は、知識(jñāna)、自在力(aiśvarya)、潜在力(śakti)、力(bala)、勇猛さ(vīrya)、光輝(tejas)の六性質を持つ。